# Conxita Mora Jordana
Conxita Mora Jordana (15 d'abril de 1955 – 5 d'octubre de 2016), fou una política andorrana, primera alcaldessa d'Andorra la Vella, entre 1999 i 2003. El 2007 era la directora de la federació empresarial andorrana.
Entre 2009 i 2011 fou membre del Consell General d'Andorra, la cambra legislativa amb la Coalició Reformista.